# Franz Feigel
Franz Jakob Feigel (* 22. April 1816 in Bensheim; † 5. November 1858 ebenda) war ein hessischer Weinhändler und Politiker und Abgeordneter der 2. Kammer der Landstände des Großherzogtums Hessen.
Franz Feigel war der Sohn des Gastwirts, Metzgermeisters und Weinhändlers Georg Adam Feigel (1780–1823) und dessen Ehefrau Anna Maria, geborene Meissel (1784–1861). Feigel, der katholischen Glaubens war, war Weinhändler in Bensheim und heiratete am 15. Juni 1841 Clara geborene Hofrath (1817–1892). Das Ehepaar hatte mit Lorenz August(1842–1926), Johann Baptist II(1843–1921) und Anna Maria(1845–1913) drei Kinder. Durch seinen Sohn Johann war er zudem der Großvater des Kunsthistoriker und späteren Direktors des hessischen Landesmuseum, August Feigel(1880–1966).
1837 wird die Übernahme der väterlichen Weinhandlung durch Franz und Johannes Feigel erwähnt.
Am 15. März 1854 verkaufte Feigel für 1200 Gulden einen halben Morgen eines vor dem Auerbacher Tor gelegenen Weinberges als Bauplatz für die Michaelskirche Bensheim an den Vorstand des Gustav-Adolf-Vereins.
Von 1849 bis 1856 gehörte er der Zweiten Kammer der Landstände an. Er wurde für den Wahlbezirk Starkenburg 7/Wald-Michelbach gewählt. Daneben war er Stadtrat in Bensheim. Er vertrat konservative Positionen.